# Colonigué
Colonigué é uma comuna rural da circunscrição de Cutiala, na região de Sicasso ao sul do Mali. Segundo censo de 1998, havia 14 681 residentes, enquanto segundo o de 2009, havia 32 447. A comuna inclui 1 cidade e 9 vilas.